# Palmiro Masciarelli
Palmiro Masciarelli (* 7. Januar 1953 in Pescara, Region Abruzzen) ist ein ehemaliger italienischer Radrennfahrer und ehemaliger Teammanager. Er war von 1976 bis 1988 als Profi aktiv. Und von 1989 bis 2012 als Teammanager tätig.

## Sportliche Laufbahn
Palmiro Masciarelli konnte als Amateur 1972 den Giro d’Abruzzo, 1975 den Gran Premio della Liberazione und den Giro delle due Province gewinnen. 1976 wurde Masciarelli Profi beim Team Sanson und war ein Domestike von Francesco Moser. Trotz dieser internen Teamrolle konnte er einige Siege und gute Ergebnisse erzielen. Im ersten Jahr konnte er keine nennenswerte Ergebnisse erreichen. 1977 konnte er Platz 6 beim Gran Premio Industria & Artigianato, 1978 Platz 10 bei Tre Valli Varesine, 1979 Platz 2 bei Trofeo Pantalica, Platz 6 beim Gran Premio Città di Camaiore und Platz 8 bei der Lombardei-Rundfahrt erwirken. 1980 wurde er Dritter beim Giro dell’Umbria, 1981 erreichte er neben seinem Etappensieg beim Giro d’Italia 1981, den zweiten Platz bei der Coppa Placci sowie Platz 5 beim Giro del Friuli und sechste Plätze beim Giro di Toscana und der Tre Valli Varesine. 1982 konnte er zweite Plätze bei der Trofeo Matteotti und der Coppa Bernocchi, Platz 4 bei der Ruota d’Oro und Platz 5 bei der Tre Valli Varesine erzielen. 1983 konnte er neben einem erneuten Etappensieg beim Giro d’Italia achte Plätze bei der Coppa Placci und der Coppa Sabatini erreichen. 1984 erzielte er neben seinem letzten Sieg als Profi Platz 5 bei der Coppa Placci und Platz 12 bei der Lombardei-Rundfahrt. 1985 wurde er Zweiter beim Giro della Provincia di Reggio Calabria und bei der Trofeo Matteotti. 1986 nahm er zum ersten Mal an der Tour de France teil, gab jedoch vorzeitig auf. Im Herbst konnte er noch Platz 3 beim Giro dell’Umbria und Platz 4 beim Giro dell’Emilia erwirken. 1987 konnte er sich mit Platz 7 bei der Tre Valli Varesine letztmalige unter den Top Ten platzieren. Am Ende der Saison 1988 beendete er seine Profikarriere.
Seine Söhne Simone, Francesco und Andrea waren ebenfalls Radsportler und zeitweise alle im von ihm geleiteten Team Acqua & Sapone tätig.

## Erfolge
1978
- eine Etappe Tirreno-Adriatico

1980
- eine Etappe Giro del Trentino

1981
- eine Etappe Giro d’Italia
- eine Etappe Tour de l’Aude

1982
- Gran Premio Montelupo

1983
- eine Etappe Giro d’Italia
- Coppa Bernocchi

1984
- eine Etappe Vuelta a España

## Weitere Platzierungen
| Grand Tour            | 1976 | 1977 | 1978 | 1979 | 1980 | 1981 | 1982 | 1983 | 1984 | 1985 | 1986 | 1987 | 1988 |
| --------------------- | ---- | ---- | ---- | ---- | ---- | ---- | ---- | ---- | ---- | ---- | ---- | ---- | ---- |
| Vuelta a EspañaVuelta | –    | –    | –    | –    | –    | –    | –    | –    | 35   | –    | –    | –    | –    |
| Giro d’ItaliaGiro     | –    | –    | 55   | –    | 46   | 36   | 23   | 33   | 27   | 30   | 46   | 110  | DNF  |
| Tour de FranceTour    | –    | –    | –    | –    | –    | –    | –    | –    | –    | –    | DNF  | –    | –    |

| Monument            | 1976 | 1977 | 1978 | 1979 | 1980 | 1981 | 1982 | 1983 | 1984 | 1985 | 1986 | 1987 | 1988 |
| ------------------- | ---- | ---- | ---- | ---- | ---- | ---- | ---- | ---- | ---- | ---- | ---- | ---- | ---- |
| Mailand–Sanremo     | –    | 57   | –    | 95   | 43   | 53   | 56   | 61   | –    | –    | –    | –    | 69   |
| Flandern-Rundfahrt  | –    | –    | –    | –    | 17   | –    | 6    | –    | –    | –    | –    | –    | –    |
| Paris–Roubaix       | –    | –    | –    | 27   | –    | 27   | –    | –    | –    | –    | –    | –    | –    |
| Lombardei-Rundfahrt | –    | –    | –    | 8    | –    | –    | –    | –    | 12   | –    | –    | –    | –    |